# Елорріо
Елорріо (баск. Elorrio, ісп. Elorrio) — муніципалітет в Іспанії, у складі автономної спільноти Країна Басків, у провінції Біская. Населення — 7227 осіб (2009).
Муніципалітет розташований на відстані близько 320 км на північ від Мадрида, 34 км на південний схід від Більбао.
На території муніципалітету розташовані такі населені пункти: (дані про населення за 2009 рік)
- Берріо-Альдапе: 81 особа
- Берріосабалета-Араміньйо: 37 осіб
- Елорріо: 6663 особи
- Гасета: 77 осіб
- Гастаньєта: 23 особи
- Ігурія: 65 осіб
- Лейс-Міньйота: 77 осіб
- Лекерікета: 52 особи
- Мендрака: 51 особа
- Сан-Агустін: 101 особа

## Демографія
Динаміка населення (INE ):

## Галерея зображень

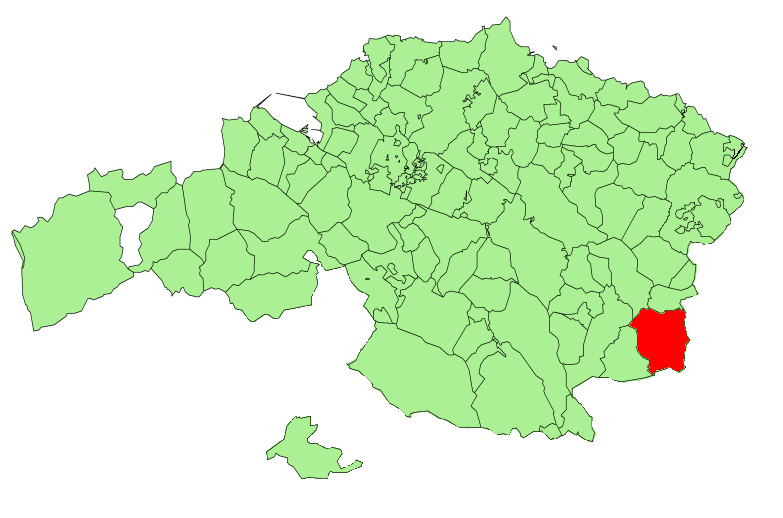
Розташування муніципалітету
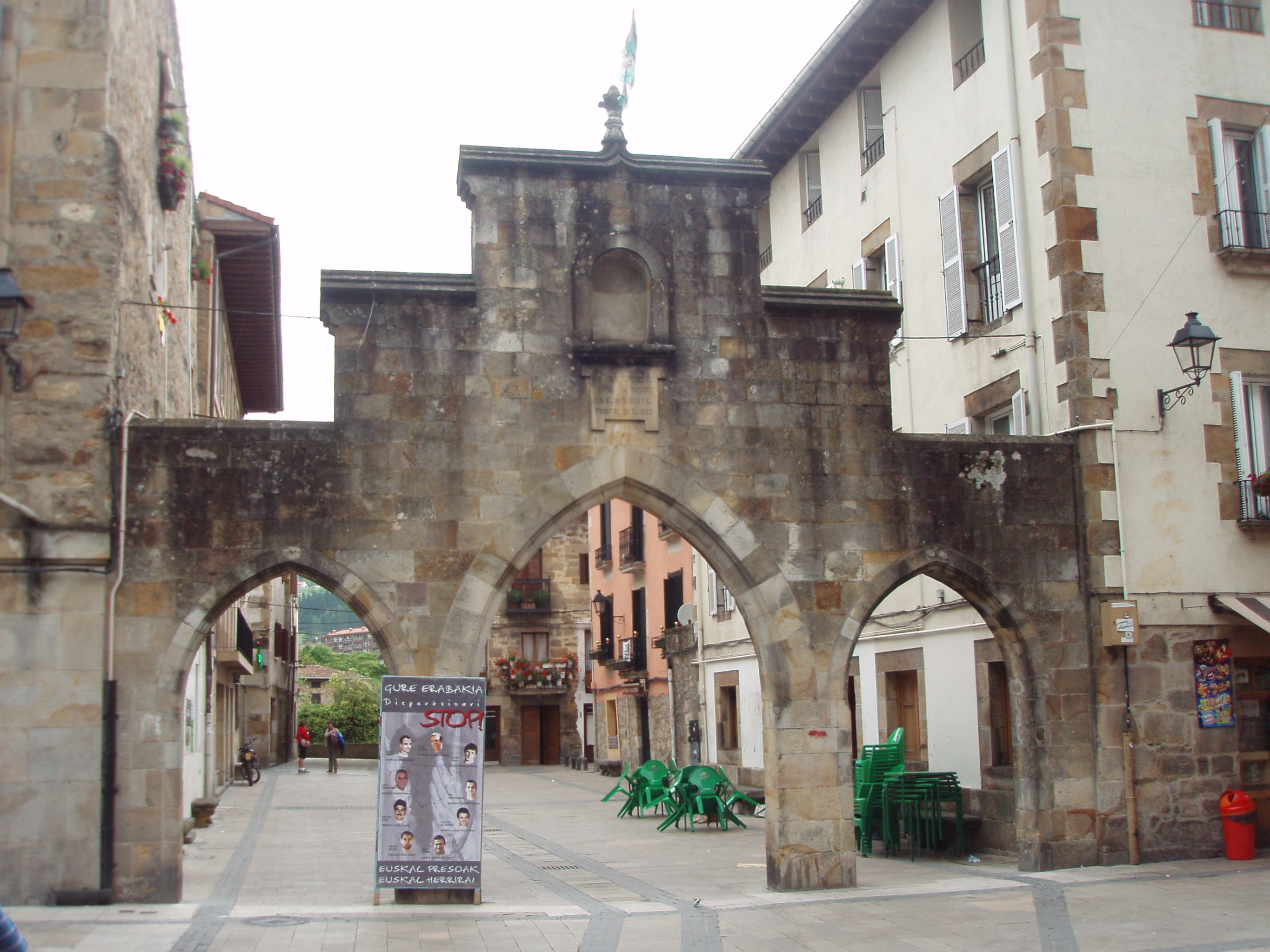
Елорріо
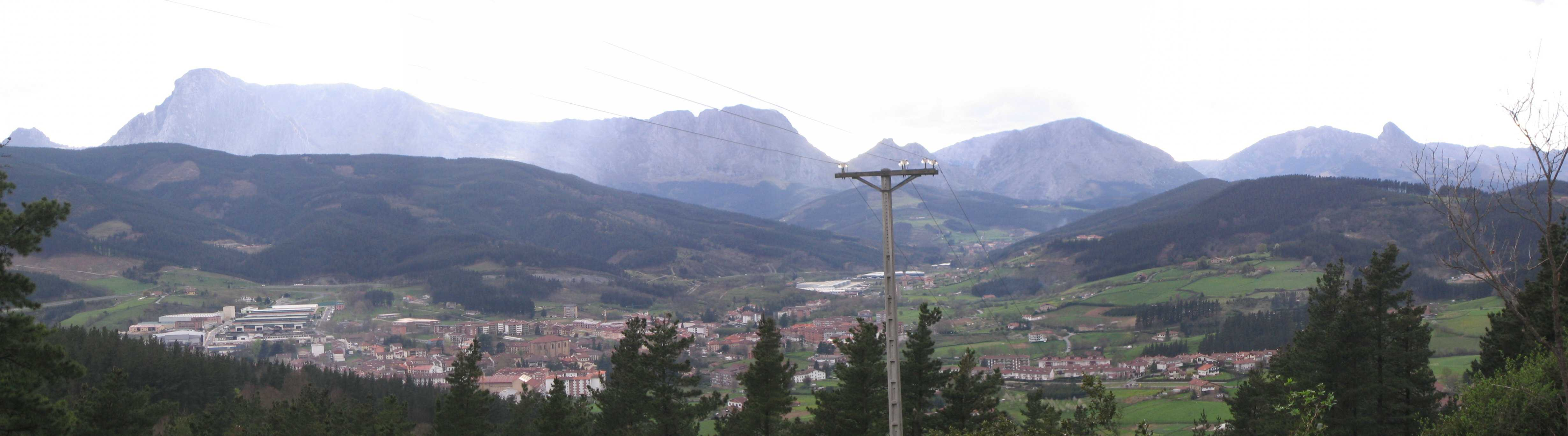
Панорама Елорріо
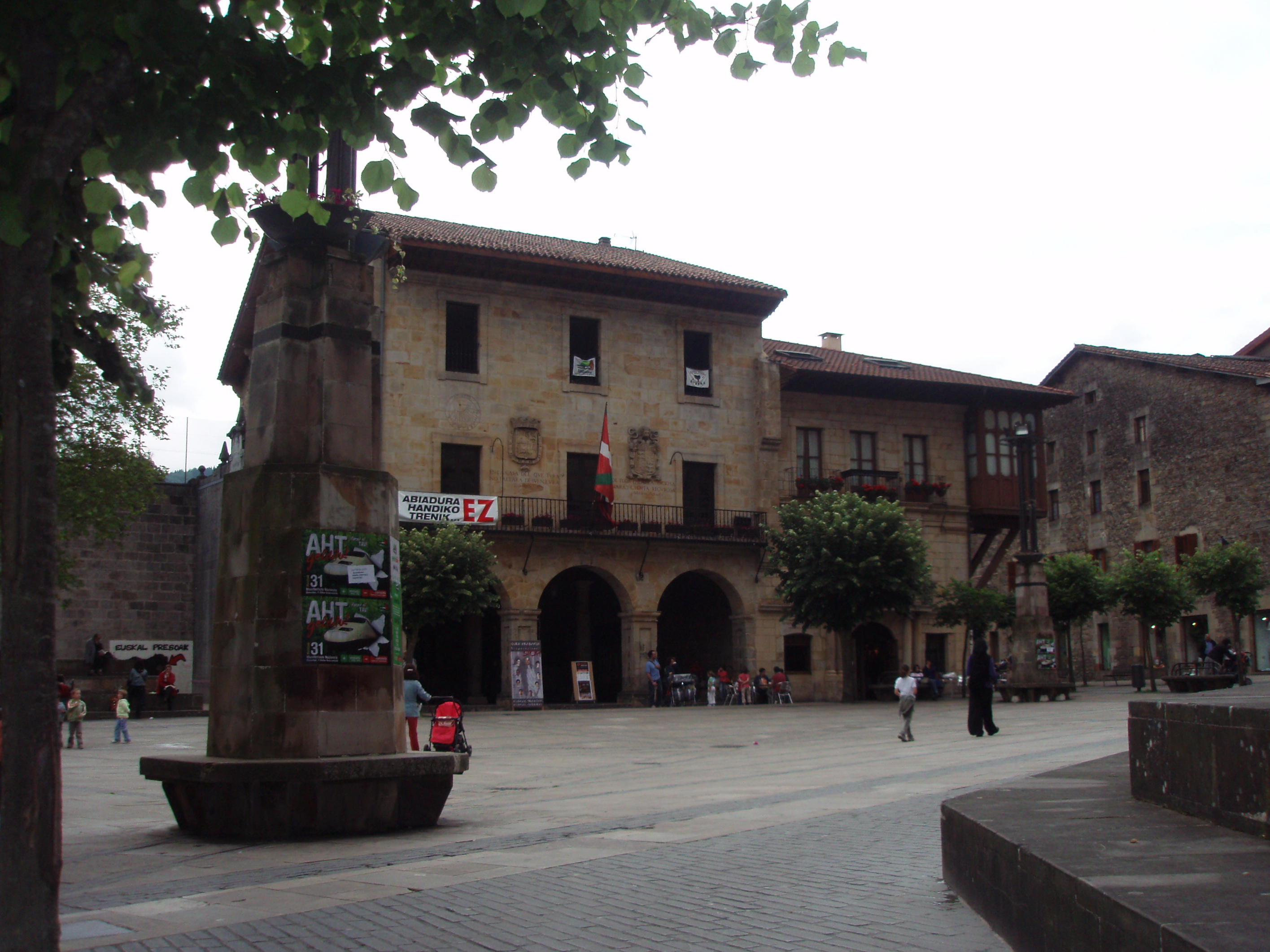
Муніципальна рада